# Cheng Xiaolei
Cheng Xiaolei (chinesisch 程晓蕾, * 17. April 1981) ist eine ehemalige chinesische Shorttrackerin.

## Werdegang
Cheng trat international erstmals in der Saison 2002/03 in Erscheinung. Dabei erreichte sie in Salt Lake City mit zweiten Plätzen über 500 m sowie mit der Staffel und mit dem dritten Rang über 3000 m ihre ersten Podestplatzierungen im Weltcup. Bei der Winter-Universiade 2003 in Tarvisio holte sie die Silbermedaille mit der Staffel und jeweils die Goldmedaille über 500 m, 1000 m und 1500 m. Nach zweiten Plätzen mit der Staffel in Calgary und in Marquette zu Beginn der Saison 2003/04, holte sie in Mladá Boleslav mit der Staffel ihren ersten Weltcupsieg. Zudem wurde sie dort Dritte über 1500 m sowie Zweite über 500 m und siegte in Bormio erneut mit der Staffel. Beim Saisonhöhepunkt, den Weltmeisterschaften 2004 in Göteborg, wurde sie Neunte im Mehrkampf und gewann mit der Staffel die Silbermedaille. Auch bei den Teamweltmeisterschaften 2004 in Sankt Petersburg holte sie die Silbermedaille. In der Saison 2004/05 siegte sie im Weltcup viermal mit der Staffel und gewann bei den Weltmeisterschaften 2005 in Peking sowie bei den Teamweltmeisterschaften 2005 in Chuncheon jeweils die Silbermedaille mit der Staffel.
In der folgenden Saison holte Cheng in Seoul ihren siebten Weltcupsieg mit der Staffel und erreichte mit drei Top-Zehn-Platzierungen den vierten Platz in der Weltcupwertung über 1500 m. Bei den Teamweltmeisterschaften 2006 in Montreal gewann sie die Silbermedaille und bei den Weltmeisterschaften 2006 in Minneapolis die Goldmedaille mit der Staffel. Beim Saisonhöhepunkt, den Olympischen Winterspielen 2006 in Turin, kam sie auf den 27. Platz über 1500 m. Nach Platz drei in Jeonju über 1500 m zu Beginn der Saison 2006/07, siegte sie in Saguenay mit der Staffel und lief in Montreal auf den dritten Platz über 500 m sowie auf den zweiten Rang mit der Staffel. Bei den Teamweltmeisterschaften 2007 in Budapest und bei den Weltmeisterschaften 2007 in Mailand holte sie jeweils die Silbermedaille mit der Staffel. Zudem gewann sie bei den Winter-Asienspielen 2007 in Changchun die Goldmedaille mit der Staffel. Zum Saisonende absolvierte sie in Budapest ihre letzten Weltcuprennen. Dabei belegte sie den fünften Platz über 1500 m und holte mit der Staffel ihren neunten Weltcupsieg.

## Erfolge

### Olympische Spiele
- 2006 Turin: 27. Platz 1500 m

### Shorttrack-Weltmeisterschaften
- 2004 Göteborg: 2. Platz Staffel, 5. Platz 1000 m, 6. Platz 500 m, 9. Platz Mehrkampf, 16. Platz 1500 m
- 2005 Peking: 2. Platz Staffel
- 2006 Minneapolis: 1. Platz Staffel, 4. Platz 1000 m, 7. Platz 500 m
- 2007 Mailand: 2. Platz Staffel

### Team-Weltmeisterschaften
- 2004 Sankt Petersburg: 2. Platz
- 2005 Chuncheon: 2. Platz
- 2006 Montreal: 2. Platz
- 2007 Budapest: 2. Platz

### Weltcupsiege im Team
| Nr. | Datum             | Ort                |
| --- | ----------------- | ------------------ |
| 1.  | 8. Februar 2004   | Mladá Boleslav 1   |
| 2.  | 14. Februar 2004  | Bormio 1           |
| 3.  | 28. November 2004 | Hartford 2         |
| 4.  | 5. Dezember 2004  | Saguenay 2         |
| 5.  | 5. Februar 2005   | Budapest 2         |
| 6.  | 12. Februar 2005  | Spišská Nová Ves 2 |
| 7.  | 9. Oktober 2005   | Seoul 2            |
| 8.  | 3. Dezember 2006  | Saguenay 2         |
| 9.  | 11. Februar 2007  | Budapest 2         |

## Persönliche Bestleistungen
| Disziplin | Zeit         | Datum             | Ort        |
| --------- | ------------ | ----------------- | ---------- |
| 500 m     | 45,872 s     | 23. März 2010     | Courmayeur |
| 1000 m    | 1:32,787 min | 20. November 2005 | Den Haag   |
| 1500 m    | 2:23,932 min | 18. November 2005 | Den Haag   |
| 3000 m    | 5:29,404 min | 8. Februar 2004   | Prag       |